# Pablo Herrero
Pablo Herrero Ibarz (Madrid, España, 7 de septiembre de 1942-5 de diciembre de 2023) fue un músico y compositor español.

## Trayectoria artística
En 1965 formó parte del grupo instrumental Los Relámpagos, que abandonó en 1968 junto con José Luis Armenteros. Los dos dieron un nuevo rumbo a sus carreras produciendo y componiendo para otros artistas como Doctor Pop y Juan Bau en una productora llamada Mecenas. Entre los dos compusieron varias de las canciones más conocidas de la segunda mitad del siglo XX de la música española, convirtiéndose en el equipo de composición y producción más importante y prolífico de España. Herrero tenía registradas casi 800 obras en la SGAE.
Sus canciones han sido interpretadas por cantantes como Fórmula V, Nino Bravo, Serafín Zubiri, Juan Bau, Francisco, Basilio, Jarcha y Rocío Jurado.
La canción  Venezuela es una de las canciones más emblemáticas para ese país. El tema ha sido versionado por muchos artistas.

Efectivamente somos españoles pero sí que estuvimos allí varias veces. Esa canción la hicimos y la grabamos en Caracas en los estudios de TH (que ahora me parece que ya no están) para un artista que se llama Balbino. Y no surgió de un encargo, sino del amor por la acogida y el cariño de sus gentes. No supimos agradecerlo de otra forma que escribiendo esa canción. Lo de "Soy desierto, selva, nieve y volcán..." tiene más que ver con el estado de ánimo del caminante, pero por otra parte todo lo que se dice es cierto.
Pablo Herrero en 2010

Es junto a José Luis Armenteros, el compositor de la canción Libertad sin ira , emblemático tema que representó la transición política española interpretado por el grupo Jarcha. Ha sido vicepresidente de la SGAE.
Participó en un grupo vintage llamado Trastos Viejos, en el que le acompañaban viejos músicos de los años sesenta y setenta:
- José Luis Armenteros: guitarra (hasta su fallecimiento el 11 de junio de 2016).
- Eduardo Buddy García Velasco: voz (Los Charcos y Los Camperos).
- Fernando Mariscal: batería (Los Zipi y Zape, Los Polaris y Los Relámpagos).
- Eduardo Talavera: bajo eléctrico (Los Saturnos y Los Relámpagos).
- Luis Álvarez: guitarra solista (Los Tiburones, Los Kurois, Los Dayson, Vicky y Los Polaris y alguna actuación con Los Relámpagos).

Murió el 5 de diciembre de 2023 a los 81 años.

## Discografía

### Como compositor
Con José Luis Armenteros
- "Tierras lejanas" (interpretada por Basilio).
- "Un beso y una flor" (interpretada por Nino Bravo).
- "Libre" y América, América" (interpretada por Nino Bravo).
- "La estrella de David" (interpretada por Juan Bau).
- "Tengo tu amor" (interpretada por Fórmula V).
- "Cuéntame" (interpretada por Fórmula V).
- "Cenicienta" (interpretada por Fórmula V).
- "Eva María" (interpretada por Fórmula V).
- "Libertad sin ira" (interpretada por Jarcha).
- "Como una ola" (interpretada por Rocío Jurado).
- "Latino" (interpretada por Francisco).
- "Venezuela" (interpretada por Balbino).
- "Jamás la olvidaré" (interpretada por Basilio).
- "Shalom", "Atrévete", "Amar es algo más", "Me vas a echar de menos", "Siempre acabo por llorar", "Te quiero abrazar", "Solo espero que me perdones", "Adivina de donde soy"  (interpretadas por José Luis Rodríguez "El Puma").